# Бияхпиш
Бияхпиш (перс.  بیه‌پیش‎) — регион провинции (остана) Гилян, Иран, расположенный на восточном берегу реки Сепидруд. Ранее город Лахиджан был столицей этого региона.

## Название
«Би» (перс.  بی‎) на гилянском языке обозначает реку — имеется в виду Сепидруд. «Пиш» (перс. پیش‎) на персидском обозначает «перед» — таким образом, есть регион Бияхпиш (предречье) и Бияхпас (перс.  بیه‌پس‎) (заречье).

## Географическое положение
Сепидруд протекает с запада Бияхпиша, с границы с областью Астанэ-е Ашрафие (перс.  آستانه اشرفیه‎). Бияхпиш называется вся территория восточнее Астанэ-е Ашрафие.

## История
До прихода к власти династии Сефевидов данный регион был под контролем центрального правительства Персии. Установить власть Сефевидам помогла династия Каркия, управлявшая восточным Гиляном с 1370-х до 1592 года. Таким образом, Исмаил I воцарился на персидском престоле, в Каркия стали его вассалами. Позднее шах Сефевидов Аббас I положил конец династии Каркия, отправив свои войска в Гилян в 1592 году.
После установки сефевидской власти Бияхпиш получил расширенную автономию и его губернатором стал хан Ахмад-хан. Исмаил I начал опасаться власти динамично развивающегося региона и отправил Ахмад-хана в заточение в крепость Кахкахе в Ардебиль. Там он познакомился с Тахмаспом, сыном Исмаила. Опасаясь восстания в своей крепости, Тахмасп I отправил Ахмад-хана в крепость Истахр, Фарс, в которой он провёл 10 лет (1567—1577). После смерти шаха Исмаила Тахмасп освободил Ахмад-хана, который женился на дочери гилянского правителя — Яхан Бегум.
В 1591 году Ахмад-хан попытался получить помощь от Русского царства для отделения от государства Сефевидов. Центральное правительство узнало о планах Ахмад-хана, и Аббас I лишил Гилян автономии, а Ахмад-хана — власти.